# Попов, Пётр Андреевич
Пётр Андреевич Попов (1858 — ?) — крестьянин, депутат Государственной думы I созыва от Тамбовской губернии.

## Биография
Крестьянин села Липовка Моршанского уезда Тамбовской губернии. Имел начальное образование. Занимался земледелием. Во время выборов в Думу был внепартийным.
28 марта 1906 избран в Государственную думу I созыва от общего состава выборщиков Тамбовского губернского избирательного собрания.  По одним сведениям вошёл в состав Трудовой группы.  Однако трудовики в своём издании «Работы Первой Государственной Думы» политическую позицию П. А. Попова характеризуют как «Б. пр.». Это означает, что беспартийный Попов поселился на казённой квартире Ерогина, нанятой на государственные деньги для малоимущих депутатов специально для их обработки в проправительственном духе, и оставался там до конца работы Думы. Состоял в думской Аграрной комиссии. Выступал по вопросу об отмене смертной казни, по докладу 4-го отдела Государственной Думы об отмене выборов по Тамбовской губернии, по докладу Комиссии для расследования незакономерных действий должностных лиц. Также выступил по аграрному вопросу, его выступление приведено полностью: 

"Хлеб наш насущный даждь нам днесь". Так просим мы Бога ежедневно и всё-таки остаёмся без хлеба. Все вы знаете, откуда крестьянин-земледелец добывает себе насущный хлеб — с земли, а у него осталась одна полоса ея. На таком наделе крестьянин всегда голодный. Дома есть и работать нечего; идёт он в чужую сторону на заработки, оставляет свою жены с детьми малолетними без хлеба. Ушёл работать, работы нигде не нашёл; жена надевает на детей суму и посылает их по миру побираться; вот как живёт наш мужичок-пахарь. У него были святые надежды на Государственную Думу, — Дума выхлопочет нам землицы. Действительно, Дума, употребляет все усилия к тому, чтобы добиться для трудового народа земли; здесь мы слышали от помещиков, что и они желают уступить свои земли трудящемуся народу. На наш ответ на тронную речь Государю председатель Совета Министров объявил нам, что Дума не может отчуждать земли и передавать трудящемуся народу. Мы, крестьяне, не верим этому. Мы обращаемся к нашему милостивому Царю-Батюшке (оборачивается к портрету Государя). Он, милостивый Царь-Батюшка, даст нам землицы. Мы просим хлеба, неужели он подаст нам камень. Я обращаюсь к Государственной Думе и прошу ещё раз войти с просьбой о земле к Государю Императору. Ведь весь народ со всех сторон ожидает от Думы вели<ко>ю и богатую милость (аплодисменты).

14 июня 1906 результаты выборов 11 депутатов от Тамбовской губернии, в том числе и П. А. Попова, отменены на основании доклада 4-го отдела Государственной Думы.
Дальнейшая судьба и дата смерти неизвестны.

### Рекомендуемые источники
- Буланова Л. В., Токарев Н. В. Представители тамбовского крестьянства - депутаты Государственной думы I—IV созывов // Общественно-политическая жизнь Российской провинции XX века. Тамбов, 1991. Выпуск 2;
- Земцев Л. И. Крестьяне Центрального Черноземья в Государственной думе I созыва // Крестьяне и власть. Тамбов, 1995;
- Тамбовская энциклопедия. Тамбов, 2004.

### Архивы
- Российский государственный исторический архив. Фонд 1278. Опись 1 (1-й созыв). Дело 51. Лист 51 оборот; Фонд 1327. Опись 1. 1905 год. Дело 141. Лист 40 оборот.